# Ростовцев, Иван Алексеевич
Иван Алексеевич Ростовцев (Ростовский) (1873—1947) — советский режиссёр и актёр, педагог.
Один из крупнейших режиссёров русской периферии, ставивший, главным образом, русскую классическую и советскую драматургию. Более 50 лет своей жизни посвятил театру, подготовив и осуществив в постановке около 500 пьес русской и западноевропейской драматургии.

## Биография
Родился 21 августа 1873 года в селе Мартово Горбатовского уезда Нижегородской губернии.
Отец его, безземельный крестьянин, служил церковным сторожем — определил сына в духовную семинарию. Учась в семинарии, Иван убегал в театр на репетиции, а в 19 лет вступил в труппу Нижегородского театра.
Деятельность в театре начинал как суфлёр. Для повышения своих знаний Ростовцев занимался в школе драмы Богданова, на режиссерских курсах Скуратова, закончил режиссерские курсы НКП и ЦК Рабис. Его театральным педагогом, а впоследствии и другом, стал Николай Иванович Собольщиков-Самарин — выдающийся организатор театрального дела в России.
Возглавлял театры в крупных провинциальных городах. После Октябрьской революции активно участвовал в создании советского театра. Был художественным руководителем Архангельского, Горьковского, Ивановского, Куйбышевского, Смоленского и Саратовского театров. В 1934—1935 и 1942—1947 годах руководитель Ярославского театра им. Ф. Г. Волкова.
Умер 15 июня 1947 года. Похоронен в Ярославле на Туговой горе.

### Семья
- Первая жена — Мария Ростовская жила в Нижнем Новгороде, от этого брака у Ростовцева было семеро детей.
- Вторая жена — Иванова Ольга Дмитриевна (1897—1958), заслуженная артистка РСФСР.

## Награды
- Народный артист РСФСР (1944).
- Заслуженный деятель искусств РСФСР (1937).